# Jared Berggren
Jared Robert Berggren (Coon Rapids, 2 aprile 1990) è un ex cestista statunitense, che giocava come centro.

## Biografia
Jared Berggren ha frequentato il college all'Università del Wisconsin-Madison, dal 2009 al 2013.
Nell'estate del 2013 si è quindi trasferito in Belgio, al Basket Club Oostende, con cui ha giocato due stagioni, vincendo due campionati, due Coppe del Belgio e una supercoppa, partecipando inoltre all'Eurocup sia nel 2013-14 che nel 2014-15.
Il 22 luglio 2015 ha firmato un contratto annuale con la Pallacanestro Cantù. Il 15 febbraio 2016 si trasferisce a Trento.
Nella stagione 2016-17 gioca nella neopromossa Basket Brescia Leonessa, contribuendo alla qualificazione alle "Final 8" di Coppa Italia ed al decimo posto con conseguente tranquilla salvezza a fine campionato.
Il 9 luglio 2018, Berggren firma per l'Union Neuchâtel un contratto annuale.

## Palmarès
- Campionato belga: 2

Ostenda: 2013-14, 2014-15
- Coppa del Belgio: 2

Ostenda: 2014, 2015
- Supercoppa del Belgio: 1

Ostenda: 2014